# Hollandale (Wisconsin)
Hollandale è un villaggio degli Stati Uniti d'America, situato in Wisconsin, nella contea di Iowa.